# كونار بركاني
كونار بركاني (الاسم العلمي:Connarus vulcanicus) هو نوع من النباتات يتبع جنس الكونار من الفصيلة الكونارية.